# Gommla
Gommla ist ein Stadtteil der Stadt Greiz im Landkreis Greiz in Thüringen. Seit der Kommunalwahl 2024 ist Kevin Jentsch Ortsteilbürgermeister. 

## Lage
Gommla befindet sich westlich des Elstertales bei Greiz auf einem kupierten Hochplateau des Thüringer Schiefergebirges. Östlich vom Ortsteil beginnt ein Waldgebiet, das sich bis in die Niederung zum Fluss erstreckt. Die Bundesstraße 92 und die Bundesstraße 94 tangieren Gommla und das Einzelanwesen Pommeranz. Durch seine Lage ist Gommla an mehrere Wanderwege angebunden, darunter den Elsterperlenweg und den Elsterradweg, die unter anderem zum Greizer Park und zur Teufelskanzel führen.

## Geschichte
Am 4. Oktober 1209 wurde der landwirtschaftlich geprägte Ort erstmals urkundlich genannt.
Im Jahr 1404 erfolgte der Abbruch der "Gumelnburg". Am 20. Mai 1413 verkaufte Heinrich der Jüngere von Plauen Gommla an das Kloster Mildenfurth. 1639 wurde Neugommla erstmals erwähnt. Bis zur Eingemeindung nach Greiz am 1. Oktober 1922 bestand das Dorf aus den Gemeinden Alt- und Neugommla. Ein ehemaliges Gasthaus ist seit 1934 ein Kirchgemeindehaus.

## Söhne und Töchter des Ortes
- David Feistel (* 1824), deutscher Ökonom und Landtagsabgeordneter
- Heinrich Feistel (1828–1879), deutscher Jurist und Landtagspräsident